# Tour d'Oman 2023
Le Tour d'Oman 2023 est la 12e édition de cette course cycliste sur route masculine. Il a lieu du 11 au 15 février 2023 à Oman. Il fait partie du calendrier UCI ProSeries 2023 en catégorie 2.Pro et fut remporté par l'Américain Matteo Jorgenson de l'équipe Movistar.

## Présentation
Le Tour d'Oman est « organisé par la municipalité de Mascate en association avec l'Oman Cycling Federation avec le concours technique et sportif d'Amaury Sport Organisation (ASO) ». À l'occasion de l'édition 2018, le partenariat entre la municipalité de Mascate et ASO a été prolongé pour six ans. Depuis 2023, le Tour d'Oman est précédé la veille par la Muscat Classic.

### Parcours
Le parcours est tracé sur 830.4 kilomètres répartis sur cinq étapes (au lieu de six en 2022) entre Rustaq Fort et le Djebel Akhdar.

### Équipes
19 équipes participent à ce Tour d'Oman - 9 WorldTeams, 7 ProTeams, 2 équipes continentales professionnelles et une équipe nationale :
| WorldTeams (9)- AG2R Citroën Team - Arkéa-Samsic - Astana Qazaqstan Team - Bora-Hansgrohe - Cofidis - Intermarché-Circus-Wanty - Movistar Team - Soudal Quick-Step - UAE Team Emirates ProTeams (7)- Bingoal WB - Burgos-BH - Equipo Kern Pharma - Human Powered Health - Israel-Premier Tech - Lotto Dstny - Uno-X Pro Cycling Team Équipes continentales (2)- Terengganu Polygon Cycling Team - JCL Team Ukyo Équipe nationale- Oman |
| |

## Étapes
| Étape     | Date    | Villes étapes                                  | type                      | Distance (km) | Dénivelé (m) | Vainqueur d'étape | Leader du classement général |
| --------- | ------- | ---------------------------------------------- | ------------------------- | ------------- | ------------ | ----------------- | ---------------------------- |
| 1re étape | 11 fév. | Rustaq – Oman Convention and Exhibition Centre | étape de plaine           | 147,4         | 807 m        | Tim Merlier       | Tim Merlier                  |
| 2e étape  | 12 fév. | Sultan Qaboos Sports Complex – Qurayyat        | étape de moyenne montagne | 174           | 2 051 m      | Jesús Herrada     | Jesús Herrada                |
| 3e étape  | 13 fév. | Al Khobar – Jabal Haat                         | étape vallonnée           | 152           | 1 584 m      | Matteo Jorgenson  | Matteo Jorgenson             |
| 4e étape  | 14 fév. | Izki – Yitti Hills                             | étape vallonnée           | 205           | 1 447 m      | Diego Ulissi      | Matteo Jorgenson             |
| 5e étape  | 15 fév. | Sama'il – djebel Akhdar                        | étape de moyenne montagne | 152           | 1 970 m      | Mauri Vansevenant | Matteo Jorgenson             |

## Déroulement de la course

### 1reétape
| \| Classement de l'étape \| Classement de l'étape \| Classement de l'étape \| Classement de l'étape \| Classement de l'étape \| \| Coureur \| Coureur \| Pays \| Équipe \| Temps \| \| --------------------- \| --------------------- \| --------------------- \| ------------------------ \| --------------------- \| \| 1er \| Tim Merlier \| Belgique \| Soudal Quick-Step \| 3 h 31 min 00 s \| \| 2e \| David Dekker \| Pays-Bas \| Arkéa-Samsic \| + 0 s \| \| 3e \| Axel Zingle \| France \| Cofidis \| + 0 s \| \| 4e \| Arne Marit \| Belgique \| Intermarché-Circus-Wanty \| + 0 s \| \| 5e \| Kristoffer Halvorsen \| Norvège \| Uno-X Pro Cycling Team \| + 0 s \| \| 6e \| Pascal Ackermann \| Allemagne \| UAE Team Emirates \| + 0 s \| \| 7e \| Matthew Walls \| Royaume-Uni \| Bora-Hansgrohe \| + 0 s \| \| 8e \| Alexander Salby \| Danemark \| Bingoal WB \| + 0 s \| \| 9e \| Max Kanter \| Allemagne \| Movistar Team \| + 0 s \| \| 10e \| Rüdiger Selig \| Allemagne \| Lotto Dstny \| + 0 s \| |                      |             |                          |                 |
| |                      |             |                          |                 |
| Source : ProCyclingStats |                      |             |                          |                 |
| Classement de l'étape |                      |             |                          |                 |
| Coureur | Coureur              | Pays        | Équipe                   | Temps           |
| 1er | Tim Merlier          | Belgique    | Soudal Quick-Step        | 3 h 31 min 00 s |
| 2e | David Dekker         | Pays-Bas    | Arkéa-Samsic             | + 0 s           |
| 3e | Axel Zingle          | France      | Cofidis                  | + 0 s           |
| 4e | Arne Marit           | Belgique    | Intermarché-Circus-Wanty | + 0 s           |
| 5e | Kristoffer Halvorsen | Norvège     | Uno-X Pro Cycling Team   | + 0 s           |
| 6e | Pascal Ackermann     | Allemagne   | UAE Team Emirates        | + 0 s           |
| 7e | Matthew Walls        | Royaume-Uni | Bora-Hansgrohe           | + 0 s           |
| 8e | Alexander Salby      | Danemark    | Bingoal WB               | + 0 s           |
| 9e | Max Kanter           | Allemagne   | Movistar Team            | + 0 s           |
| 10e | Rüdiger Selig        | Allemagne   | Lotto Dstny              | + 0 s           |

| \| Classement général \| Classement général \| Classement général \| Classement général \| Classement général \| \| Coureur \| Coureur \| Pays \| Équipe \| Temps \| \| ------------------ \| -------------------- \| ------------------ \| ------------------------------- \| ------------------ \| \| 1er \| Tim Merlier \| Belgique \| Soudal Quick-Step \| 3 h 30 min 50 s \| \| 2e \| David Dekker \| Pays-Bas \| Arkéa-Samsic \| + 4 s \| \| 3e \| Jeroen Meijers \| Pays-Bas \| Terengganu Polygon Cycling Team \| + 5 s \| \| 4e \| Axel Zingle \| France \| Cofidis \| + 6 s \| \| 5e \| Rodrigo Álvarez \| Espagne \| Burgos-BH \| + 6 s \| \| 6e \| Arne Marit \| Belgique \| Intermarché-Circus-Wanty \| + 10 s \| \| 7e \| Kristoffer Halvorsen \| Norvège \| Uno-X Pro Cycling Team \| + 10 s \| \| 8e \| Pascal Ackermann \| Allemagne \| UAE Team Emirates \| + 10 s \| \| 9e \| Matthew Walls \| Royaume-Uni \| Bora-Hansgrohe \| + 10 s \| \| 10e \| Alexander Salby \| Danemark \| Bingoal WB \| + 10 s \| |                      |             |                                 |                 |
| |                      |             |                                 |                 |
| Source : ProCyclingStats |                      |             |                                 |                 |
| Classement général |                      |             |                                 |                 |
| Coureur | Coureur              | Pays        | Équipe                          | Temps           |
| 1er | Tim Merlier          | Belgique    | Soudal Quick-Step               | 3 h 30 min 50 s |
| 2e | David Dekker         | Pays-Bas    | Arkéa-Samsic                    | + 4 s           |
| 3e | Jeroen Meijers       | Pays-Bas    | Terengganu Polygon Cycling Team | + 5 s           |
| 4e | Axel Zingle          | France      | Cofidis                         | + 6 s           |
| 5e | Rodrigo Álvarez      | Espagne     | Burgos-BH                       | + 6 s           |
| 6e | Arne Marit           | Belgique    | Intermarché-Circus-Wanty        | + 10 s          |
| 7e | Kristoffer Halvorsen | Norvège     | Uno-X Pro Cycling Team          | + 10 s          |
| 8e | Pascal Ackermann     | Allemagne   | UAE Team Emirates               | + 10 s          |
| 9e | Matthew Walls        | Royaume-Uni | Bora-Hansgrohe                  | + 10 s          |
| 10e | Alexander Salby      | Danemark    | Bingoal WB                      | + 10 s          |

### 2eétape
| \| Classement de l'étape \| Classement de l'étape \| Classement de l'étape \| Classement de l'étape \| Classement de l'étape \| \| Coureur \| Coureur \| Pays \| Équipe \| Temps \| \| --------------------- \| --------------------- \| --------------------- \| --------------------- \| --------------------- \| \| 1er \| Jesús Herrada \| Espagne \| Cofidis \| 4 h 21 min 07 s \| \| 2e \| Maxim Van Gils \| Belgique \| Lotto Dstny \| + 0 s \| \| 3e \| Diego Ulissi \| Italie \| UAE Team Emirates \| + 0 s \| \| 4e \| Matteo Jorgenson \| États-Unis \| Movistar Team \| + 0 s \| \| 5e \| Mauri Vansevenant \| Belgique \| Soudal Quick-Step \| + 0 s \| \| 6e \| Alexey Lutsenko \| Kazakhstan \| Astana Qazaqstan Team \| + 3 s \| \| 7e \| Rémy Rochas \| France \| Cofidis \| + 5 s \| \| 8e \| Cristian Rodríguez \| Espagne \| Arkéa-Samsic \| + 5 s \| \| 9e \| Stan Dewulf \| Belgique \| AG2R Citroën Team \| + 5 s \| \| 10e \| Davide Formolo \| Italie \| UAE Team Emirates \| + 5 s \| |                    |            |                       |                 |
| |                    |            |                       |                 |
| Source : ProCyclingStats |                    |            |                       |                 |
| Classement de l'étape |                    |            |                       |                 |
| Coureur | Coureur            | Pays       | Équipe                | Temps           |
| 1er | Jesús Herrada      | Espagne    | Cofidis               | 4 h 21 min 07 s |
| 2e | Maxim Van Gils     | Belgique   | Lotto Dstny           | + 0 s           |
| 3e | Diego Ulissi       | Italie     | UAE Team Emirates     | + 0 s           |
| 4e | Matteo Jorgenson   | États-Unis | Movistar Team         | + 0 s           |
| 5e | Mauri Vansevenant  | Belgique   | Soudal Quick-Step     | + 0 s           |
| 6e | Alexey Lutsenko    | Kazakhstan | Astana Qazaqstan Team | + 3 s           |
| 7e | Rémy Rochas        | France     | Cofidis               | + 5 s           |
| 8e | Cristian Rodríguez | Espagne    | Arkéa-Samsic          | + 5 s           |
| 9e | Stan Dewulf        | Belgique   | AG2R Citroën Team     | + 5 s           |
| 10e | Davide Formolo     | Italie     | UAE Team Emirates     | + 5 s           |

| \| Classement général \| Classement général \| Classement général \| Classement général \| Classement général \| \| Coureur \| Coureur \| Pays \| Équipe \| Temps \| \| ------------------ \| ------------------ \| ------------------ \| ---------------------- \| ------------------ \| \| 1er \| Jesús Herrada \| Espagne \| Cofidis \| 7 h 51 min 57 s \| \| 2e \| Maxim Van Gils \| Belgique \| Lotto Dstny \| + 4 s \| \| 3e \| Diego Ulissi \| Italie \| UAE Team Emirates \| + 6 s \| \| 4e \| Mauri Vansevenant \| Belgique \| Soudal Quick-Step \| + 10 s \| \| 5e \| Matteo Jorgenson \| États-Unis \| Movistar Team \| + 10 s \| \| 6e \| Alexey Lutsenko \| Kazakhstan \| Astana Qazaqstan Team \| + 13 s \| \| 7e \| Davide Formolo \| Italie \| UAE Team Emirates \| + 15 s \| \| 8e \| Lennert Teugels \| Belgique \| Bingoal WB \| + 15 s \| \| 9e \| Niklas Eg \| Danemark \| Uno-X Pro Cycling Team \| + 15 s \| \| 10e \| Harold Tejada \| Colombie \| Astana Qazaqstan Team \| + 15 s \| |                   |            |                        |                 |
| |                   |            |                        |                 |
| Source : ProCyclingStats |                   |            |                        |                 |
| Classement général |                   |            |                        |                 |
| Coureur | Coureur           | Pays       | Équipe                 | Temps           |
| 1er | Jesús Herrada     | Espagne    | Cofidis                | 7 h 51 min 57 s |
| 2e | Maxim Van Gils    | Belgique   | Lotto Dstny            | + 4 s           |
| 3e | Diego Ulissi      | Italie     | UAE Team Emirates      | + 6 s           |
| 4e | Mauri Vansevenant | Belgique   | Soudal Quick-Step      | + 10 s          |
| 5e | Matteo Jorgenson  | États-Unis | Movistar Team          | + 10 s          |
| 6e | Alexey Lutsenko   | Kazakhstan | Astana Qazaqstan Team  | + 13 s          |
| 7e | Davide Formolo    | Italie     | UAE Team Emirates      | + 15 s          |
| 8e | Lennert Teugels   | Belgique   | Bingoal WB             | + 15 s          |
| 9e | Niklas Eg         | Danemark   | Uno-X Pro Cycling Team | + 15 s          |
| 10e | Harold Tejada     | Colombie   | Astana Qazaqstan Team  | + 15 s          |

### 3eétape
| \| Classement de l'étape \| Classement de l'étape \| Classement de l'étape \| Classement de l'étape \| Classement de l'étape \| \| Coureur \| Coureur \| Pays \| Équipe \| Temps \| \| --------------------- \| --------------------- \| --------------------- \| --------------------- \| --------------------- \| \| 1er \| Matteo Jorgenson \| États-Unis \| Movistar Team \| 3 h 33 min 51 s \| \| 2e \| Mauri Vansevenant \| Belgique \| Soudal Quick-Step \| + 2 s \| \| 3e \| Geoffrey Bouchard \| France \| AG2R Citroën Team \| + 3 s \| \| 4e \| Cristian Rodríguez \| Espagne \| Arkéa-Samsic \| + 3 s \| \| 5e \| Cian Uijtdebroeks \| Belgique \| Bora-Hansgrohe \| + 3 s \| \| 6e \| Victor Langellotti \| Monaco \| Burgos-BH \| + 3 s \| \| 7e \| Harold Tejada \| Colombie \| Astana Qazaqstan Team \| + 7 s \| \| 8e \| Diego Ulissi \| Italie \| UAE Team Emirates \| + 9 s \| \| 9e \| Maxim Van Gils \| Belgique \| Lotto Dstny \| + 11 s \| \| 10e \| Jesús Herrada \| Espagne \| Cofidis \| + 16 s \| |                    |            |                       |                 |
| |                    |            |                       |                 |
| Source : ProCyclingStats |                    |            |                       |                 |
| Classement de l'étape |                    |            |                       |                 |
| Coureur | Coureur            | Pays       | Équipe                | Temps           |
| 1er | Matteo Jorgenson   | États-Unis | Movistar Team         | 3 h 33 min 51 s |
| 2e | Mauri Vansevenant  | Belgique   | Soudal Quick-Step     | + 2 s           |
| 3e | Geoffrey Bouchard  | France     | AG2R Citroën Team     | + 3 s           |
| 4e | Cristian Rodríguez | Espagne    | Arkéa-Samsic          | + 3 s           |
| 5e | Cian Uijtdebroeks  | Belgique   | Bora-Hansgrohe        | + 3 s           |
| 6e | Victor Langellotti | Monaco     | Burgos-BH             | + 3 s           |
| 7e | Harold Tejada      | Colombie   | Astana Qazaqstan Team | + 7 s           |
| 8e | Diego Ulissi       | Italie     | UAE Team Emirates     | + 9 s           |
| 9e | Maxim Van Gils     | Belgique   | Lotto Dstny           | + 11 s          |
| 10e | Jesús Herrada      | Espagne    | Cofidis               | + 16 s          |

| \| Classement général \| Classement général \| Classement général \| Classement général \| Classement général \| \| Coureur \| Coureur \| Pays \| Équipe \| Temps \| \| ------------------ \| ------------------ \| ------------------ \| --------------------- \| ------------------ \| \| 1er \| Matteo Jorgenson \| États-Unis \| Movistar Team \| 11 h 25 min 48 s \| \| 2e \| Mauri Vansevenant \| Belgique \| Soudal Quick-Step \| + 6 s \| \| 3e \| Geoffrey Bouchard \| France \| AG2R Citroën Team \| + 14 s \| \| 4e \| Diego Ulissi \| Italie \| UAE Team Emirates \| + 15 s \| \| 5e \| Maxim Van Gils \| Belgique \| Lotto Dstny \| + 15 s \| \| 6e \| Jesús Herrada \| Espagne \| Cofidis \| + 16 s \| \| 7e \| Victor Langellotti \| Monaco \| Burgos-BH \| + 18 s \| \| 8e \| Cian Uijtdebroeks \| Belgique \| Bora-Hansgrohe \| + 18 s \| \| 9e \| Cristian Rodríguez \| Espagne \| Arkéa-Samsic \| + 18 s \| \| 10e \| Harold Tejada \| Colombie \| Astana Qazaqstan Team \| + 22 s \| |                    |            |                       |                  |
| |                    |            |                       |                  |
| Source : ProCyclingStats |                    |            |                       |                  |
| Classement général |                    |            |                       |                  |
| Coureur | Coureur            | Pays       | Équipe                | Temps            |
| 1er | Matteo Jorgenson   | États-Unis | Movistar Team         | 11 h 25 min 48 s |
| 2e | Mauri Vansevenant  | Belgique   | Soudal Quick-Step     | + 6 s            |
| 3e | Geoffrey Bouchard  | France     | AG2R Citroën Team     | + 14 s           |
| 4e | Diego Ulissi       | Italie     | UAE Team Emirates     | + 15 s           |
| 5e | Maxim Van Gils     | Belgique   | Lotto Dstny           | + 15 s           |
| 6e | Jesús Herrada      | Espagne    | Cofidis               | + 16 s           |
| 7e | Victor Langellotti | Monaco     | Burgos-BH             | + 18 s           |
| 8e | Cian Uijtdebroeks  | Belgique   | Bora-Hansgrohe        | + 18 s           |
| 9e | Cristian Rodríguez | Espagne    | Arkéa-Samsic          | + 18 s           |
| 10e | Harold Tejada      | Colombie   | Astana Qazaqstan Team | + 22 s           |

### 4eétape
| \| Classement de l'étape \| Classement de l'étape \| Classement de l'étape \| Classement de l'étape \| Classement de l'étape \| \| Coureur \| Coureur \| Pays \| Équipe \| Temps \| \| --------------------- \| --------------------- \| --------------------- \| ---------------------- \| --------------------- \| \| 1er \| Diego Ulissi \| Italie \| UAE Team Emirates \| 4 h 36 min 48 s \| \| 2e \| Axel Zingle \| France \| Cofidis \| + 0 s \| \| 3e \| Ide Schelling \| Pays-Bas \| Bora-Hansgrohe \| + 0 s \| \| 4e \| Jordi Warlop \| Belgique \| Soudal Quick-Step \| + 0 s \| \| 5e \| Louis Bendixen \| Danemark \| Uno-X Pro Cycling Team \| + 0 s \| \| 6e \| Jenthe Biermans \| Belgique \| Arkéa-Samsic \| + 0 s \| \| 7e \| Andrea Vendrame \| Italie \| AG2R Citroën Team \| + 0 s \| \| 8e \| Maxim Van Gils \| Belgique \| Lotto Dstny \| + 0 s \| \| 9e \| Jesús Herrada \| Espagne \| Cofidis \| + 0 s \| \| 10e \| Alexey Lutsenko \| Kazakhstan \| Astana Qazaqstan Team \| + 0 s \| |                 |            |                        |                 |
| |                 |            |                        |                 |
| Source : ProCyclingStats |                 |            |                        |                 |
| Classement de l'étape |                 |            |                        |                 |
| Coureur | Coureur         | Pays       | Équipe                 | Temps           |
| 1er | Diego Ulissi    | Italie     | UAE Team Emirates      | 4 h 36 min 48 s |
| 2e | Axel Zingle     | France     | Cofidis                | + 0 s           |
| 3e | Ide Schelling   | Pays-Bas   | Bora-Hansgrohe         | + 0 s           |
| 4e | Jordi Warlop    | Belgique   | Soudal Quick-Step      | + 0 s           |
| 5e | Louis Bendixen  | Danemark   | Uno-X Pro Cycling Team | + 0 s           |
| 6e | Jenthe Biermans | Belgique   | Arkéa-Samsic           | + 0 s           |
| 7e | Andrea Vendrame | Italie     | AG2R Citroën Team      | + 0 s           |
| 8e | Maxim Van Gils  | Belgique   | Lotto Dstny            | + 0 s           |
| 9e | Jesús Herrada   | Espagne    | Cofidis                | + 0 s           |
| 10e | Alexey Lutsenko | Kazakhstan | Astana Qazaqstan Team  | + 0 s           |

| \| Classement général \| Classement général \| Classement général \| Classement général \| Classement général \| \| Coureur \| Coureur \| Pays \| Équipe \| Temps \| \| ------------------ \| ------------------ \| ------------------ \| ------------------------ \| ------------------ \| \| 1er \| Matteo Jorgenson \| États-Unis \| Movistar Team \| 16 h 02 min 36 s \| \| 2e \| Diego Ulissi \| Italie \| UAE Team Emirates \| + 5 s \| \| 3e \| Mauri Vansevenant \| Belgique \| Soudal Quick-Step \| + 5 s \| \| 4e \| Geoffrey Bouchard \| France \| AG2R Citroën Team \| + 14 s \| \| 5e \| Maxim Van Gils \| Belgique \| Lotto Dstny \| + 15 s \| \| 6e \| Jesús Herrada \| Espagne \| Cofidis \| + 16 s \| \| 7e \| Rein Taaramäe \| Estonie \| Intermarché-Circus-Wanty \| + 18 s \| \| 8e \| Victor Langellotti \| Monaco \| Burgos-BH \| + 18 s \| \| 9e \| Cian Uijtdebroeks \| Belgique \| Bora-Hansgrohe \| + 18 s \| \| 10e \| Cristian Rodríguez \| Espagne \| Arkéa-Samsic \| + 18 s \| |                    |            |                          |                  |
| |                    |            |                          |                  |
| Source : ProCyclingStats |                    |            |                          |                  |
| Classement général |                    |            |                          |                  |
| Coureur | Coureur            | Pays       | Équipe                   | Temps            |
| 1er | Matteo Jorgenson   | États-Unis | Movistar Team            | 16 h 02 min 36 s |
| 2e | Diego Ulissi       | Italie     | UAE Team Emirates        | + 5 s            |
| 3e | Mauri Vansevenant  | Belgique   | Soudal Quick-Step        | + 5 s            |
| 4e | Geoffrey Bouchard  | France     | AG2R Citroën Team        | + 14 s           |
| 5e | Maxim Van Gils     | Belgique   | Lotto Dstny              | + 15 s           |
| 6e | Jesús Herrada      | Espagne    | Cofidis                  | + 16 s           |
| 7e | Rein Taaramäe      | Estonie    | Intermarché-Circus-Wanty | + 18 s           |
| 8e | Victor Langellotti | Monaco     | Burgos-BH                | + 18 s           |
| 9e | Cian Uijtdebroeks  | Belgique   | Bora-Hansgrohe           | + 18 s           |
| 10e | Cristian Rodríguez | Espagne    | Arkéa-Samsic             | + 18 s           |

### 5eétape
L'étape reine se termine au sommet du Djebel Akhdar appelé aussi la Montagne Verte. Dans les derniers hectomètres, la lutte s'engage entre le leader du classement général l'Américain Matteo Jorgenson, le Belge Mauri Vansevenant qui compte cinq secondes de retard au classement général et le Français Geoffrey Bouchard. Vansevenant accélère et tente de décrocher Jorgenson mais l'Américain réussit à rester dans le sillage du Belge et finit dans le même temps que le vainqueur, maintenant un avantage d'une seconde au classement général final après le décompte des bonifications.
| \| Classement de l'étape \| Classement de l'étape \| Classement de l'étape \| Classement de l'étape \| Classement de l'étape \| \| Coureur \| Coureur \| Pays \| Équipe \| Temps \| \| --------------------- \| --------------------- \| --------------------- \| ------------------------ \| --------------------- \| \| 1er \| Mauri Vansevenant \| Belgique \| Soudal Quick-Step \| 3 h 53 min 51 s \| \| 2e \| Matteo Jorgenson \| États-Unis \| Movistar Team \| + 0 s \| \| 3e \| Geoffrey Bouchard \| France \| AG2R Citroën Team \| + 12 s \| \| 4e \| Rein Taaramäe \| Estonie \| Intermarché-Circus-Wanty \| + 22 s \| \| 5e \| Maxim Van Gils \| Belgique \| Lotto Dstny \| + 37 s \| \| 6e \| Diego Ulissi \| Italie \| UAE Team Emirates \| + 37 s \| \| 7e \| Cristian Rodríguez \| Espagne \| Arkéa-Samsic \| + 58 s \| \| 8e \| Jesús Herrada \| Espagne \| Cofidis \| + 58 s \| \| 9e \| Carlos Verona \| Espagne \| Movistar Team \| + 1 min 00 s \| \| 10e \| Cian Uijtdebroeks \| Belgique \| Bora-Hansgrohe \| + 1 min 12 s \| |                    |            |                          |                 |
| |                    |            |                          |                 |
| Source : ProCyclingStats |                    |            |                          |                 |
| Classement de l'étape |                    |            |                          |                 |
| Coureur | Coureur            | Pays       | Équipe                   | Temps           |
| 1er | Mauri Vansevenant  | Belgique   | Soudal Quick-Step        | 3 h 53 min 51 s |
| 2e | Matteo Jorgenson   | États-Unis | Movistar Team            | + 0 s           |
| 3e | Geoffrey Bouchard  | France     | AG2R Citroën Team        | + 12 s          |
| 4e | Rein Taaramäe      | Estonie    | Intermarché-Circus-Wanty | + 22 s          |
| 5e | Maxim Van Gils     | Belgique   | Lotto Dstny              | + 37 s          |
| 6e | Diego Ulissi       | Italie     | UAE Team Emirates        | + 37 s          |
| 7e | Cristian Rodríguez | Espagne    | Arkéa-Samsic             | + 58 s          |
| 8e | Jesús Herrada      | Espagne    | Cofidis                  | + 58 s          |
| 9e | Carlos Verona      | Espagne    | Movistar Team            | + 1 min 00 s    |
| 10e | Cian Uijtdebroeks  | Belgique   | Bora-Hansgrohe           | + 1 min 12 s    |

## Classements finals

### Classement général
| \| Classement général \| Classement général \| Classement général \| Classement général \| Classement général \| \| Coureur \| Coureur \| Pays \| Équipe \| Temps \| \| ------------------ \| ------------------ \| ------------------ \| ------------------------ \| ------------------ \| \| 1er \| Matteo Jorgenson \| États-Unis \| Movistar Team \| 19 h 56 min 21 s \| \| 2e \| Mauri Vansevenant \| Belgique \| Soudal Quick-Step \| + 1 s \| \| 3e \| Geoffrey Bouchard \| France \| AG2R Citroën Team \| + 28 s \| \| 4e \| Rein Taaramäe \| Estonie \| Intermarché-Circus-Wanty \| + 46 s \| \| 5e \| Diego Ulissi \| Italie \| UAE Team Emirates \| + 48 s \| \| 6e \| Maxim Van Gils \| Belgique \| Lotto Dstny \| + 58 s \| \| 7e \| Jesús Herrada \| Espagne \| Cofidis \| + 1 min 20 s \| \| 8e \| Cristian Rodríguez \| Espagne \| Arkéa-Samsic \| + 1 min 22 s \| \| 9e \| Cian Uijtdebroeks \| Belgique \| Bora-Hansgrohe \| + 1 min 36 s \| \| 10e \| Carlos Verona \| Espagne \| Movistar Team \| + 1 min 37 s \| |                    |            |                          |                  |
| |                    |            |                          |                  |
| Source : ProCyclingStats |                    |            |                          |                  |
| Classement général |                    |            |                          |                  |
| Coureur | Coureur            | Pays       | Équipe                   | Temps            |
| 1er | Matteo Jorgenson   | États-Unis | Movistar Team            | 19 h 56 min 21 s |
| 2e | Mauri Vansevenant  | Belgique   | Soudal Quick-Step        | + 1 s            |
| 3e | Geoffrey Bouchard  | France     | AG2R Citroën Team        | + 28 s           |
| 4e | Rein Taaramäe      | Estonie    | Intermarché-Circus-Wanty | + 46 s           |
| 5e | Diego Ulissi       | Italie     | UAE Team Emirates        | + 48 s           |
| 6e | Maxim Van Gils     | Belgique   | Lotto Dstny              | + 58 s           |
| 7e | Jesús Herrada      | Espagne    | Cofidis                  | + 1 min 20 s     |
| 8e | Cristian Rodríguez | Espagne    | Arkéa-Samsic             | + 1 min 22 s     |
| 9e | Cian Uijtdebroeks  | Belgique   | Bora-Hansgrohe           | + 1 min 36 s     |
| 10e | Carlos Verona      | Espagne    | Movistar Team            | + 1 min 37 s     |

### Classements annexes
| Classement par points | Classement par points | Classement par points | Classement par points | Classement par points |
| Coureur               | Coureur               | Pays                  | Équipe                | Points                |
| --------------------- | --------------------- | --------------------- | --------------------- | --------------------- |
| 1er                   | Matteo Jorgenson      | États-Unis            | Movistar Team         | 34 pts                |
| 2e                    | Mauri Vansevenant     | Belgique              | Soudal Quick-Step     | 33 pts                |
| 3e                    | Diego Ulissi          | Italie                | UAE Team Emirates     | 31 pts                |
| 4e                    | Maxim Van Gils        | Belgique              | Lotto Dstny           | 22 pts                |
| 5e                    | Axel Zingle           | France                | Cofidis               | 21 pts                |
| 6e                    | Jesús Herrada         | Espagne               | Cofidis               | 20 pts                |
| 7e                    | Geoffrey Bouchard     | France                | AG2R Citroën Team     | 18 pts                |
| 8e                    | Tim Merlier           | Belgique              | Soudal Quick-Step     | 17 pts                |
| 9e                    | Cristian Rodríguez    | Espagne               | Arkéa-Samsic          | 14 pts                |
| 10e                   | David Dekker          | Pays-Bas              | Arkéa-Samsic          | 12 pts                |

| Classement par points | Classement par points | Classement par points | Classement par points | Classement par points |
| Coureur               | Coureur               | Pays                  | Équipe                | Points                |
| --------------------- | --------------------- | --------------------- | --------------------- | --------------------- |
| 1er                   | Matteo Jorgenson      | États-Unis            | Movistar Team         | 34 pts                |
| 2e                    | Mauri Vansevenant     | Belgique              | Soudal Quick-Step     | 33 pts                |
| 3e                    | Diego Ulissi          | Italie                | UAE Team Emirates     | 31 pts                |
| 4e                    | Maxim Van Gils        | Belgique              | Lotto Dstny           | 22 pts                |
| 5e                    | Axel Zingle           | France                | Cofidis               | 21 pts                |
| 6e                    | Jesús Herrada         | Espagne               | Cofidis               | 20 pts                |
| 7e                    | Geoffrey Bouchard     | France                | AG2R Citroën Team     | 18 pts                |
| 8e                    | Tim Merlier           | Belgique              | Soudal Quick-Step     | 17 pts                |
| 9e                    | Cristian Rodríguez    | Espagne               | Arkéa-Samsic          | 14 pts                |
| 10e                   | David Dekker          | Pays-Bas              | Arkéa-Samsic          | 12 pts                |

| Classement du meilleur jeune | Classement du meilleur jeune | Classement du meilleur jeune | Classement du meilleur jeune | Classement du meilleur jeune |
| Coureur                      | Coureur                      | Pays                         | Équipe                       | Temps                        |
| ---------------------------- | ---------------------------- | ---------------------------- | ---------------------------- | ---------------------------- |
| 1er                          | Matteo Jorgenson             | États-Unis                   | Movistar Team                | 19 h 56 min 21 s             |
| 2e                           | Mauri Vansevenant            | Belgique                     | Soudal Quick-Step            | + 1 s                        |
| 3e                           | Maxim Van Gils               | Belgique                     | Lotto Dstny                  | + 58 s                       |
| 4e                           | Cian Uijtdebroeks            | Belgique                     | Bora-Hansgrohe               | + 1 min 36 s                 |
| 5e                           | Sylvain Moniquet             | Belgique                     | Lotto Dstny                  | + 2 min 44 s                 |
| 6e                           | Michel Ries                  | Luxembourg                   | Arkéa-Samsic                 | + 3 min 27 s                 |
| 7e                           | Ide Schelling                | Pays-Bas                     | Bora-Hansgrohe               | + 5 min 38 s                 |
| 8e                           | Magnus Kulset                | Norvège                      | Uno-X Pro Cycling Team       | + 5 min 41 s                 |
| 9e                           | Pablo Castrillo              | Espagne                      | Equipo Kern Pharma           | + 6 min 01 s                 |
| 10e                          | Embret Svestad-Bårdseng      | Norvège                      | Human Powered Health         | + 6 min 35 s                 |

| Classement du meilleur jeune | Classement du meilleur jeune | Classement du meilleur jeune | Classement du meilleur jeune | Classement du meilleur jeune |
| Coureur                      | Coureur                      | Pays                         | Équipe                       | Temps                        |
| ---------------------------- | ---------------------------- | ---------------------------- | ---------------------------- | ---------------------------- |
| 1er                          | Matteo Jorgenson             | États-Unis                   | Movistar Team                | 19 h 56 min 21 s             |
| 2e                           | Mauri Vansevenant            | Belgique                     | Soudal Quick-Step            | + 1 s                        |
| 3e                           | Maxim Van Gils               | Belgique                     | Lotto Dstny                  | + 58 s                       |
| 4e                           | Cian Uijtdebroeks            | Belgique                     | Bora-Hansgrohe               | + 1 min 36 s                 |
| 5e                           | Sylvain Moniquet             | Belgique                     | Lotto Dstny                  | + 2 min 44 s                 |
| 6e                           | Michel Ries                  | Luxembourg                   | Arkéa-Samsic                 | + 3 min 27 s                 |
| 7e                           | Ide Schelling                | Pays-Bas                     | Bora-Hansgrohe               | + 5 min 38 s                 |
| 8e                           | Magnus Kulset                | Norvège                      | Uno-X Pro Cycling Team       | + 5 min 41 s                 |
| 9e                           | Pablo Castrillo              | Espagne                      | Equipo Kern Pharma           | + 6 min 01 s                 |
| 10e                          | Embret Svestad-Bårdseng      | Norvège                      | Human Powered Health         | + 6 min 35 s                 |

| Classement de la combativité | Classement de la combativité | Classement de la combativité | Classement de la combativité | Classement de la combativité |
| Coureur                      | Coureur                      | Pays                         | Équipe                       | Points                       |
| ---------------------------- | ---------------------------- | ---------------------------- | ---------------------------- | ---------------------------- |

| Classement de la combativité | Classement de la combativité | Classement de la combativité | Classement de la combativité | Classement de la combativité |
| Coureur                      | Coureur                      | Pays                         | Équipe                       | Points                       |
| ---------------------------- | ---------------------------- | ---------------------------- | ---------------------------- | ---------------------------- |

| Classement par équipes | Classement par équipes   | Classement par équipes | Classement par équipes |
| Équipe                 | Équipe                   | Pays                   | Temps                  |
| ---------------------- | ------------------------ | ---------------------- | ---------------------- |
| 1re                    | Bora-Hansgrohe           | Allemagne              | 59 h 55 min 12 s       |
| 2e                     | Soudal Quick-Step        | Belgique               | + 2 min 36 s           |
| 3e                     | Intermarché-Circus-Wanty | Belgique               | + 2 min 46 s           |
| 4e                     | Arkéa-Samsic             | France                 | + 2 min 47 s           |
| 5e                     | AG2R Citroën Team        | France                 | + 4 min 52 s           |

| Classement par équipes | Classement par équipes   | Classement par équipes | Classement par équipes |
| Équipe                 | Équipe                   | Pays                   | Temps                  |
| ---------------------- | ------------------------ | ---------------------- | ---------------------- |
| 1re                    | Bora-Hansgrohe           | Allemagne              | 59 h 55 min 12 s       |
| 2e                     | Soudal Quick-Step        | Belgique               | + 2 min 36 s           |
| 3e                     | Intermarché-Circus-Wanty | Belgique               | + 2 min 46 s           |
| 4e                     | Arkéa-Samsic             | France                 | + 2 min 47 s           |
| 5e                     | AG2R Citroën Team        | France                 | + 4 min 52 s           |

### Classement UCI
La course attribue des points au Classement mondial UCI 2023 selon le barème suivant :
| Position           | 1er | 2e  | 3e  | 4e  | 5e | 6e | 7e | 8e | 9e | 10e | 11e | 12e | 13e | 14e | 15e | 16e à 30e | 31e à 40e |
| Classement général | 200 | 150 | 125 | 100 | 85 | 70 | 60 | 50 | 40 | 35  | 30  | 25  | 20  | 15  | 10  | 5         | 3         |
| Par étape          | 20  | 10  | 5   |     |    |    |    |    |    |     |     |     |     |     |     |           |           |
| Leader, par étape  | 5   |     |     |     |    |    |    |    |    |     |     |     |     |     |     |           |           |

## Évolution des classements
| Étapes             | Vainqueur          | Classement général | Classement par points | Classement des jeunes | Classement de la combativité | Classement par équipes |
| ------------------ | ------------------ | ------------------ | --------------------- | --------------------- | ---------------------------- | ---------------------- |
| 1                  | Tim Merlier        | Tim Merlier        | Tim Merlier           | David Dekker          | Jeroen Meijers               | UAE Emirates           |
| 2                  | Jesús Herrada      | Jesús Herrada      | Jesús Herrada         | Maxim Van Gils        | Jeroen Meijers               | Burgos-BH              |
| 3                  | Matteo Jorgenson   | Matteo Jorgenson   | Matteo Jorgenson      | Matteo Jorgenson      | Jeroen Meijers               | Bora-Hansgrohe         |
| 4                  | Diego Ulissi       | Matteo Jorgenson   | Diego Ulissi          | Matteo Jorgenson      | Fredrik Dversnes             | Bora-Hansgrohe         |
| 5                  | Mauri Vansevenant  | Matteo Jorgenson   | Matteo Jorgenson      | Matteo Jorgenson      | Fredrik Dversnes             | Bora-Hansgrohe         |
| Classements finals | Classements finals | Matteo Jorgenson   | Matteo Jorgenson      | Matteo Jorgenson      | Fredrik Dversnes             | Bora-Hansgrohe         |